# Calle Linares
La calle Linares es una de las vías tradicionales de la ciudad de La Paz, ubicada en el barrio de San Sebastián es conocida también por albergar el sector denominado  Mercado de las brujas.

## Características generales

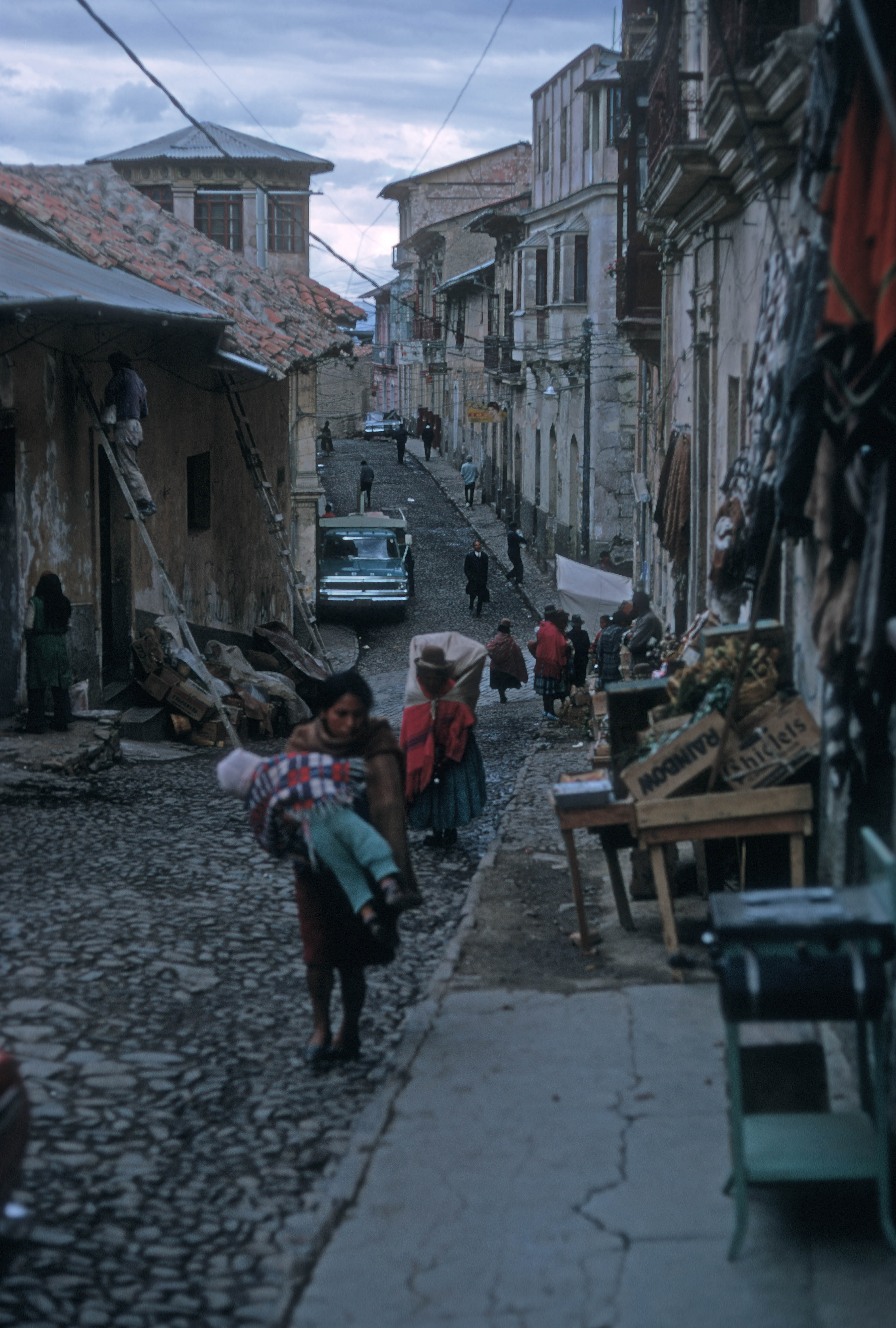
Calle Linares durante el

El sector de San Sebastián al ser uno de los barrios más antiguos de la ciudad presenta las características del trazado original de la misma.
La calle Linares al conservar edificaciones de diferentes épocas muchas de ellas superando el siglo, se constituye en un atractivo turístico.
Sumado a esto la calle es cercana al complejo San Francisco y la Terminal de Buses de la ciudad de La Paz. Su situación en el Centro Histórico de la ciudad desde su fundación le ha forjado un carácter propio, ligado con las tradiciones y los ritos de la ciudadanía.

## Calle de las brujas

### Turismo

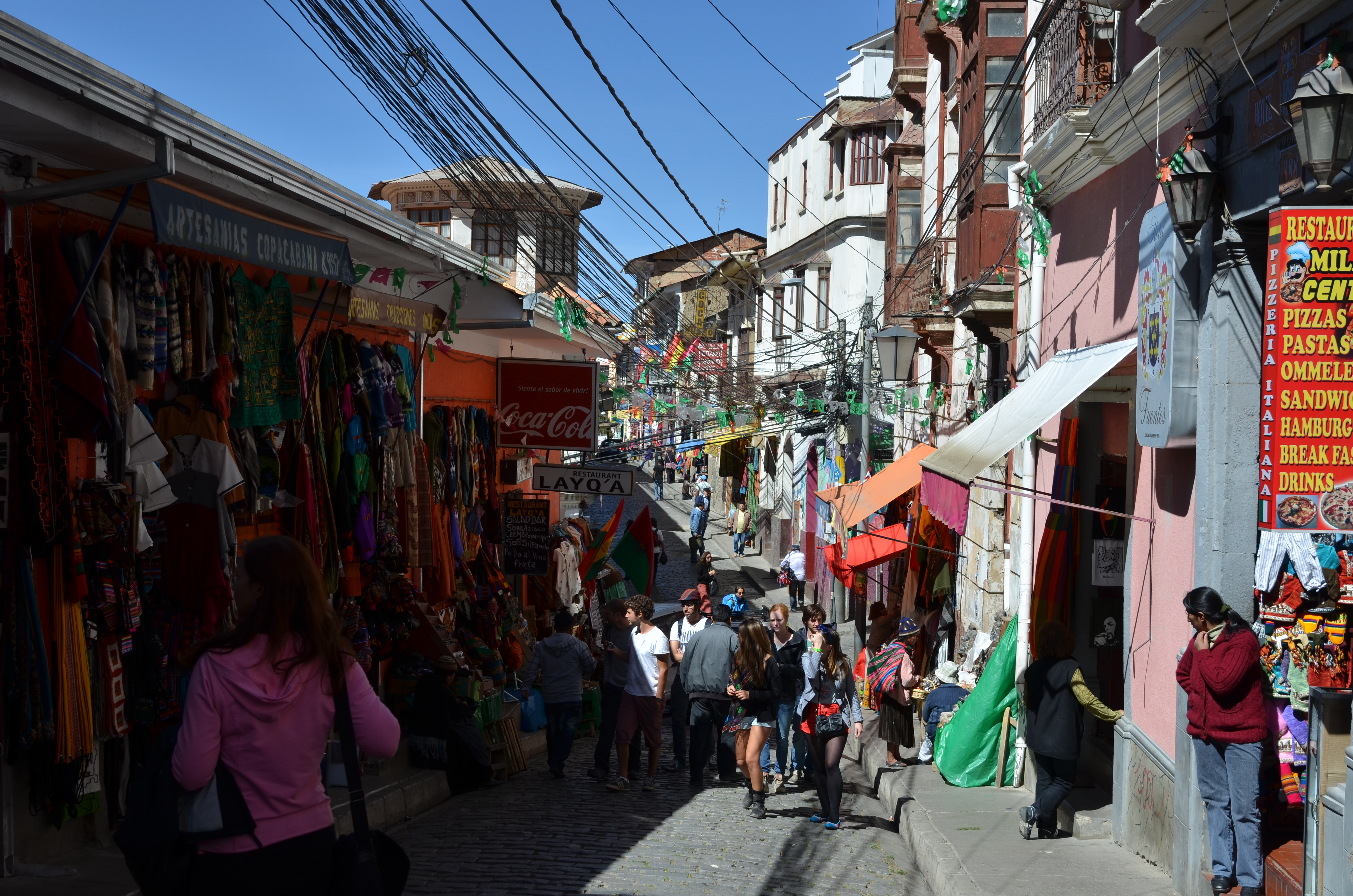
Calle Linares Siglo XXI

La calle es predominantemente peatonal y desde los portones de la mayoría de las viviendas de características republicanas, se abren negocios que ofertan artesanía, tejidos de lana de camélidos, instrumentos musicales nativos, joyería y recuerdos de viaje destinados predominantemente a los turistas que llegan a la ciudad. En las calles vecinas existe una amplia oferta de hostales y hoteles por lo que la calle es transitada durante todo el día.
Existen a pocas cuadras de distancia, cafés, galerías, bares y centros de entretenimiento destinados a los turistas.

### Ritualidad
Si bien una gran parte de los visitantes son atraídos por la venta de recuerdos de viaje y otros artículos de manufactura local, otra parte lo hace atraída por la oferta de artículos rituales que se expenden en tiendas y veredas. Estos negocios dirigidos principalmente al público local se dividen en dos grupos principales, el primero lo constituyen los negocios destinados al comercio de dulces, sullus, incienso y todos los elementos que se usan en las mesas de challa en estos mismos locales suelen expenderse  amuletos para el amor: chachawarmis y otros productos destinados a atraer la buena suerte.

### Medicina tradicional
El segundo grupo de negocios lo constituyen los puestos de venta de plantas medicinales , que se venden frescas o secas atadas en ramitos y que se adquieren bajo indicación de los comerciantes, hervidas, molidas, etc.
Estas hierbas suelen ser vendidas por distribuidores y en pocos caos directamente por Kallawayas - médicos tradicionales- que las recolectan de acuerdo a las tradiciones familiares del oficio, y en lugares identificados para el efecto.